# Luis Mardones Sevilla
Luis Mardones Sevilla (Santa Cruz de Tenerife, 16 de febrer de 1938 - Madrid, 15 de desembre de 2018) fou un veterinari i polític canari, governador civil, subsecretari i diputat al Congrés dels Diputats de la II a la VIII legislatures.

## Biografia
El 1963 es va llicenciar en veterinària a la Universitat de Còrdova i el 1967 es va doctorar a la Universitat Hispalense. El 1968 es va diplomar en sanitat a l'Escola Nacional de Sanitat, i posteriorment fou professor de la Facultat de Veterinària de la Universitat Complutense de Madrid. Ingressà al Cos Nacional de Veterinaris, del que en fou Inspector. Entre 1966 i 1977 va ser secretari del Consell General de Col·legis de Veterinaris d'Espanya, i entre 1966 i 1969 gerent del I Pol de Desenvolupament Industrial de Còrdova. El 1972 fou escollit acadèmic de la Reial Acadèmia de Doctors d'Espanya.
Entre els darrers anys del franquisme i la transició va ocupar diversos càrrecs polítics. De 1970 a 1974 fou subdirector general de Sanitat Animal del Ministeri d'Agricultura d'Espanya i entre 1974 i 1975 inspector regional de Sanitat Pecuària a Canàries. L'abril de 1976 fou nomenat governador civil de Lleida, càrrec que deixà el juliol de 1977 quan fou nomenat Governador civil de Santa Cruz de Tenerife. Deixà aquest càrrec l'abril de 1979 quan fou nomenat Subsecretari d'Agricultura. De 1980 a 1981 va presidir l'Institut Nacional de Reforma i Desenvolupament Agrari i en 1982 fou subsecretari de Consum del Ministeri de Sanitat.
Militant d'Unió del Centre Democràtic, a les eleccions generals espanyoles de 1982 fou escollit diputat per Santa Cruz de Tenerife. El 1983 participà en la fundació de l'Agrupación Tinerfeña Independiente (ATI), que en 1986 es convertirà en Agrupacions Independents de Canàries (AIC), amb la que serà escollit diputat a les eleccions generals espanyoles de 1986 i 1989. Quan AIC es va integrar en Coalició Canària fou escollit diputat per aquesta coalició a les eleccions generals espanyoles de 1993, 1996, 2000 i 2004. Durant el seu mandat va ser vocal de les Comissions d'Agricultura, Defensa, Interior, Justícia, Afers exteriors, Unió Europea i del Defensor del Poble del Congrés dels Diputats, i president de les comissions de recerca de les ajudes comunitàries al cultiu del lli (1999), Gescartera (2001) i finançament dels partits polítics (1994-1996). No es va presentar a les eleccions de 2008 i abandonà la política. Instal·lat a Madrid, el 2010 fou nomenat president de la Reial Acadèmia de Doctors d'Espanya. Va morir a Madrid el 15 de desembre de 2018 a conseqüència de les ferides provocades per una caiguda al seu domicili.